# Vuelta a Bolivia 2011
La 4.ª edición de la Vuelta a Bolivia, se disputó desde el 4 (oficialmente desde el 6) al 13 de noviembre de 2011.
Estuvo incluida en el UCI America Tour 2011-2012, siendo la tercera carrera de dicho calendario y para esa edición el habitual recorrido de ocho etapas fue ampliado a diez, pero las primeras 2 etapas finalmente no fueron aprobadas por parte de la UCI, ya que la competición no cumplía con un nuevo reglamento que limita la duración de las carreras 2.2 a ocho días, hecho que según el director de la carrera se dio a conocer cuando el recorrido ya estaba definido. Ante esta situación, se decidió correr igualmente las primeras 2 etapas y otorgar los premios correspondientes. El comisario internacional de la carrera se incorporó a la misma el domingo 6 de noviembre, con lo cual las clasificaciones comenzaron a regir a partir de la 3ª etapa.
Tuvo su inicio al sur de Bolivia, en Yacuiba (límite con Argentina) para llegar a Santa Cruz de la Sierra en la tercera etapa y a partir de allí se realizaron las mismas etapas que la edición anterior.
El ganador de la clasificación general fue Juan Cotumba, quién también obtuvo las metas montaña. La clasificación de los sprint fue para el también boliviano Horacio Gallardo, mientras que por equipos triunfó el Ebsa de Colombia.

## Equipos participantes
Participan 6 equipos de Bolivia y 7 extranjeros. Los equipos bolivianos tuvieron acceso a participar mediante los puntos obtenidos en el ranking nacional siendo estos Pío Rico, Nacional, AMC Viacha, Z Sport, Glass Casa Real y una selección de Santa Cruz. Las representaciones extranjeras estarán conformadas por dos equipos de España, más una de México, Venezuela, Colombia, Argentina y la selección de Ecuador.
Cada equipo inició con 6 corredores, excepto la Selección de Ecuador y el MMR Spiuk que lo hicieron con 5, para totalizar 76 ciclistas, siendo 56 los que arribaron al final.
Oscar Soliz (máximo aspirante al título entre los locatarios y anterior campeón), en principio no iba a participar de la Vuelta a Bolivia, ya que su equipo Movistar Team Continental participaría en la Vuelta a Guatemala que iba a culminar el 1 de noviembre y el técnico del equipo colombiano, no creía conveniente que Soliz corriera dos carreras con solo 3 días de descanso entre una y otra. La suspensión de la Vuelta a Guatemala, le abrió las puertas a Soliz nuevamente para poder participar y comenzó a realizar los trámites pertinentes para correr por el equipo Nacional Potosí. Pero finalmente Soliz no participó ya que a pesar de contar con el permiso del equipo Movistar, reglamentariamente solo podría competir por la Selección Nacional y no por otro equipo.
| - Pío Rico (Cochabamba) - Nacional Potosí (Potosí) - AMC Viacha (La Paz) - Z Sport (Cochabamba) - Glass Casa Real (Tarija) - Selección de Santa Cruz (Santa Cruz) | - MMR Spiuk - Filial del KTM-Murcia - Depredadores Chetumal - Lotería del Táchira - Ebsa - Acme Cycling Team - Selección de Ecuador |

## Etapas
- Nota:En amarillo, etapas que no figuraron en la clasificación general.

| Etapa | Fecha           | Recorrido                       | km       | Ganador           | Líder            |
| -     | 4 de noviembre  | Yacuiba-Villa Montes            | 110      | Héctor Rangel     | -                |
| -     | 5 de noviembre  | Villa Montes-Camiri             | 161      | Jhonathan Salinas | -                |
| 1ª    | 6 de noviembre  | Gutiérrez-Santa Cruz            | 215      | Héctor Rangel     | Héctor Rangel    |
| 2ª    | 7 de noviembre  | Santa Cruz-Buena Vista          | 189      | Yamil Montaño     | Héctor Rangel    |
| 3ª    | 8 de noviembre  | Buena Vista-Villa Tunari        | 207      | Héctor Rangel     | Héctor Rangel    |
| 4ª    | 9 de noviembre  | Corani-Cochabamba               | 118      | Cristhian Talero  | Horacio Gallardo |
| 5ª    | 10 de noviembre | Bombeo-Oruro                    | 141      | Juan Cotumba      | Juan Cotumba     |
| 6ª    | 11 de noviembre | Vila Vila-El Alto               | 162      | Juan Cotumba      | Juan Cotumba     |
| 7ªA   | 12 de noviembre | Obrajes-San Pablo de Tiquina    | 116      | Gilver Zurita     | Juan Cotumba     |
| 7ªB   | 12 de noviembre | San Pedro de Tiquina-Copacabana | 40       | Álvaro Duarte     | Juan Cotumba     |
| 8ªA   | 13 de noviembre | Copacabana-San Pedro de Tiquina | 39 (CRI) | Segundo Navarrete | Juan Cotumba     |
| 8ªB   | 13 de noviembre | San Pablo de Tiquina-Calacoto   | 121      | Heriberto Acosta  | Juan Cotumba     |

## Clasificaciones

### Clasificación individual
| Posición | Ciclista          | Equipo               | Tiempo           |
| -------- | ----------------- | -------------------- | ---------------- |
|          | Juan Cotumba      | Pío Rico             | 32 h 54 min 43 s |
| 2        | Segundo Navarrete | Selección de Ecuador | a 4 min 45 s     |
| 3        | Maky Román        | Lotería del Táchira  | a 4 min 51 s     |
| 4        | Víctor Niño       | Ebsa                 | a 4 min 58 s     |
| 5        | Álvaro Duarte     | Ebsa                 | a 6 min 57 s     |
| 6        | Yeisson Delgado   | Lotería del Táchira  | a 10 min 02 s    |
| 7        | Jorge Castiblanco | Ebsa                 | a 10 min 55 s    |
| 8        | Jimmy Briceño     | Lotería del Táchira  | a 14 min 23 s    |
| 9        | Ibon Zugasti      | MMR Spiuk            | a 19 min 38 s    |
| 10       | Piter Campero     | Nacional Potosí      | a 21 min 18 s    |

### Clasificación por puntos
| Posición | Ciclista          | Equipo               | Puntos |
| -------- | ----------------- | -------------------- | ------ |
| 1º       | Horacio Gallardo  | Glass Casa Real      | 35     |
| 2º       | Segundo Navarrete | Selección de Ecuador | 29     |
| 3º       | Juan Cotumba      | Pío Rico             | 27     |

### Clasificación de la montaña
| Posición | Ciclista      | Equipo              | Puntos |
| -------- | ------------- | ------------------- | ------ |
| 1º       | Juan Cotumba  | Pío Rico            | 39     |
| 2º       | Jimmy Briceño | Lotería del Táchira | 36     |
| 3º       | Víctor Niño   | Pío Rico            | 27     |

### Clasificación por equipos
| Posición | Equipo               | Tiempo            |
| -------- | -------------------- | ----------------- |
| 1º       | Ebsa                 | 99 h 00 min 58 s  |
| 2º       | Lotería del Táchira  | a 11 min 32 s     |
| 3º       | Pío Rico             | a 20 min 40 s     |
| 4º       | Nacional Potosí      | a 41 min 56 s     |
| 5º       | Selección de Ecuador | a 1 h 31 min 12 s |

## UCI America Tour
La carrera al estar integrada al calendario internacional americano 2011-2012 otorgó puntos para dicho campeonato. El baremo de puntuación es el siguiente:
| Posición                    | 1º | 2º | 3º | 4º | 5º | 6º | 7º | 8º |
| Clasificación general final | 40 | 30 | 16 | 12 | 10 | 8  | 6  | 3  |
| Por etapa                   | 8  | 5  | 2  |    |    |    |    |    |
| Líder General por etapa     | 4  |    |    |    |    |    |    |    |

Los 10 ciclistas que obtuvieron más puntaje fueron los siguientes:
| Ciclista          | Equipo                | Puntos por la clasificación final | Puntos de etapa | Puntos de líder | Total |
| ----------------- | --------------------- | --------------------------------- | --------------- | --------------- | ----- |
| Juan Cotumba      | Pío Rico              | 40                                | 26              | 20              | 86    |
| Segundo Navarrete | Selección de Ecuador  | 30                                | 12              | -               | 42    |
| Héctor Rangel     | Depredadores Chetumal | -                                 | 16              | 12              | 28    |
| Álvaro Duarte     | Ebsa                  | 10                                | 13              | -               | 23    |
| Roman Maky        | Lotería del Táchira   | 16                                | 5               | -               | 21    |
| Víctor Niño       | Ebsa                  | 12                                | 7               | -               | 19    |
| Horacio Gallardo  | Glass Casa Real       | -                                 | 10              | 4               | 14    |
| Christian Talero  | Ebsa                  | -                                 | 10              | -               | 10    |
| Yeisson Delgado   | Lotería del Táchira   | 8                                 | -               | -               | 8     |
| Gilver Zurita     | Nacional Potosí       | -                                 | 8               | -               | 8     |

- Estos puntos no van a la clasificación por equipos del UCI América Tour. Sólo van a la clasificación individual y por países, ya que los equipos a los que pertenecen no son profesionales.